# Station Małowice Wołowskie
Station Małowice Wołowskie is een spoorwegstation in de Poolse plaats Małowice.